# جمهورية سان ماركو
جمهورية سان ماركو كانت دولة إيطالية ثورية دامت 17 شهراً بين عامي 1848-1849. امتدت على أغلب مناطق جمهورية البندقية التي أخضعت قبل 51 عاماً في حروب الثورة الفرنسية. بعد إعلان استقلالها عن الإمبراطورية النمساوية انضمت الجمهورية في وقت لاحق لمملكة بيدمونت سردينيا في محاولة قادتها الأخيرة لتوحيد شمال إيطاليا ضد النفوذ الأجنبي (النمساوي أساساً و لكن أيضاً الفرنسي). بعد فشل الحرب سقطت الجمهورية بيد القوات النمساوية في 24 أغسطس/ آب 1849 بعد حصار طويل.